# Міхалово (Александровський повіт)
Міхалово (пол. Michałowo) — село в Польщі, у гміні Закшево Александровського повіту Куявсько-Поморського воєводства.
Населення — 238 осіб (2011).
У 1975-1998 роках село належало до Влоцлавського воєводства.

## Демографія
Демографічна структура станом на 31 березня 2011 року:
|          | Загалом | Допрацездатний вік | Працездатний вік | Постпрацездатний вік |
| -------- | ------- | ------------------ | ---------------- | -------------------- |
| Чоловіки | 131     | 28                 | 85               | 18                   |
| Жінки    | 107     | 24                 | 57               | 26                   |
| Разом    | 238     | 52                 | 142              | 44                   |